# Universidad Politécnica de Helsinki

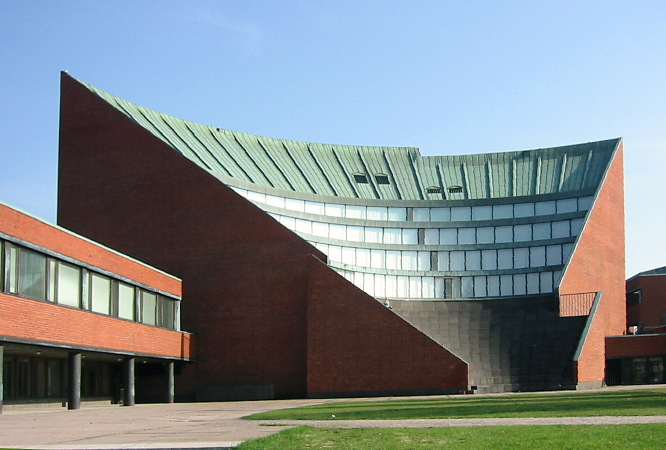
Auditórium del edificio principal de TKK.

La Universidad Politécnica de Helsinki, en finés Teknillinen korkeakoulu (abreviatura TKK) y en sueco Tekniska högskolan, fue fundada como Escuela Técnica en Helsinki, Finlandia, en 1849. En el año 1872, fue transformada en Escuela Superior y desde 1967 tiene su sede principal en la ciudad de Espoo de la región metropolitana, en la urbanización de Otaniemi. Varios de sus edificios más emblemáticos fueron diseñados por los prestigiosos arquitectos finlandeses Alvar y Elissa Aalto, Raili y Reima Pietilä, y Kaija y Heikki Siren.
Actualmente, 3.419 personas trabajan en la universidad, de ellos 246 son catedráticos. La universidad está dividida en doce facultades donde estudian alrededor de 15.000 personas.
A partir del año 2010, la Universidad Politécnica de Helsinki, la Escuela de Negocios de Helsinki y Universidad de Arte y Diseño formaron oficialmente la Universidad Aalto. 